# Glecksteinhütte
Die Glecksteinhütte ist eine Schutzhütte der Sektion Burgdorf des Schweizer Alpen-Clubs. Sie liegt auf 2317 m ü. M. südwestlich des Wetterhorns bei Grindelwald. Sie ist über das ganze Jahr geöffnet, aber nur von Mitte Juni bis Mitte September bewirtschaftet.

## Geschichte
Eine Höhle am Gleckstein diente bis 1870 den Bergsteigern als Unterkunft. Die Bergführer von Grindelwald bauten danach in der Nähe dieses Felsens ein Steinbiwak mit Schrägdach. Diese Unterkunft konnte etwa sechs Bergsteiger aufnehmen. Schon nach zehn Jahren wurde die erste Hütte für 12 Personen erbaut. Sie stand etwa 30 Meter oberhalb der heutigen Hütte und wurde bis 1911 bewirtschaftet.
Von 1902 bis 1904 wurde die heute noch stehende Hütte als Hotel gebaut. Man rechnete mit vielen Gästen, da der Wetterhornaufzug im Gespräch war. Diese erste Luftseilbahn der Schweiz war aber nur kurze Zeit in Betrieb. Das Hotel wurde vom Schweizer Alpen-Club aufgekauft, 1920 umgebaut und bot 60 Plätze. 1978 wurde nochmals angebaut und 2001 fanden umfangreiche Fassadenrenovationen statt.

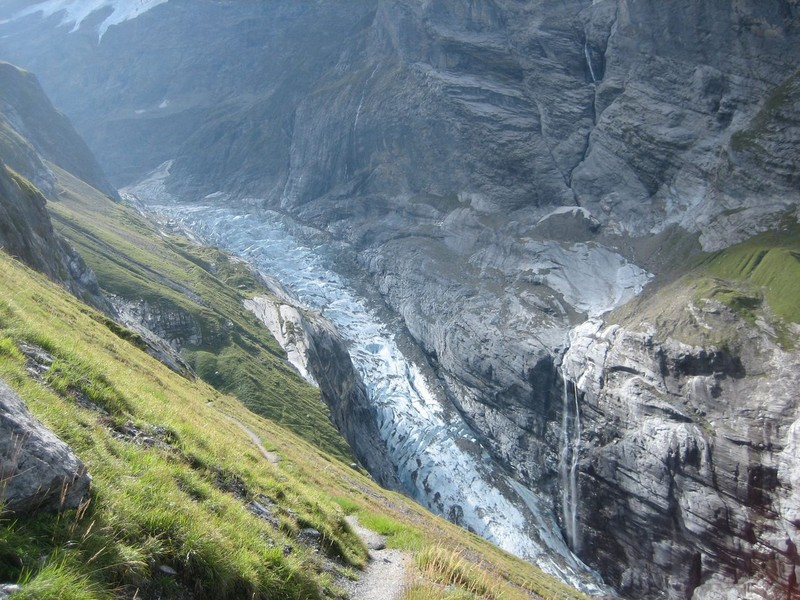
Blick auf den oberen Grindelwaldgletscher vom Hüttenweg
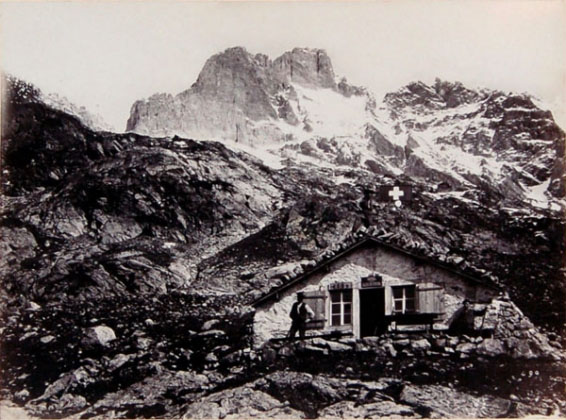
Glecksteinhütte 1880, fotografiert von Jules Beck
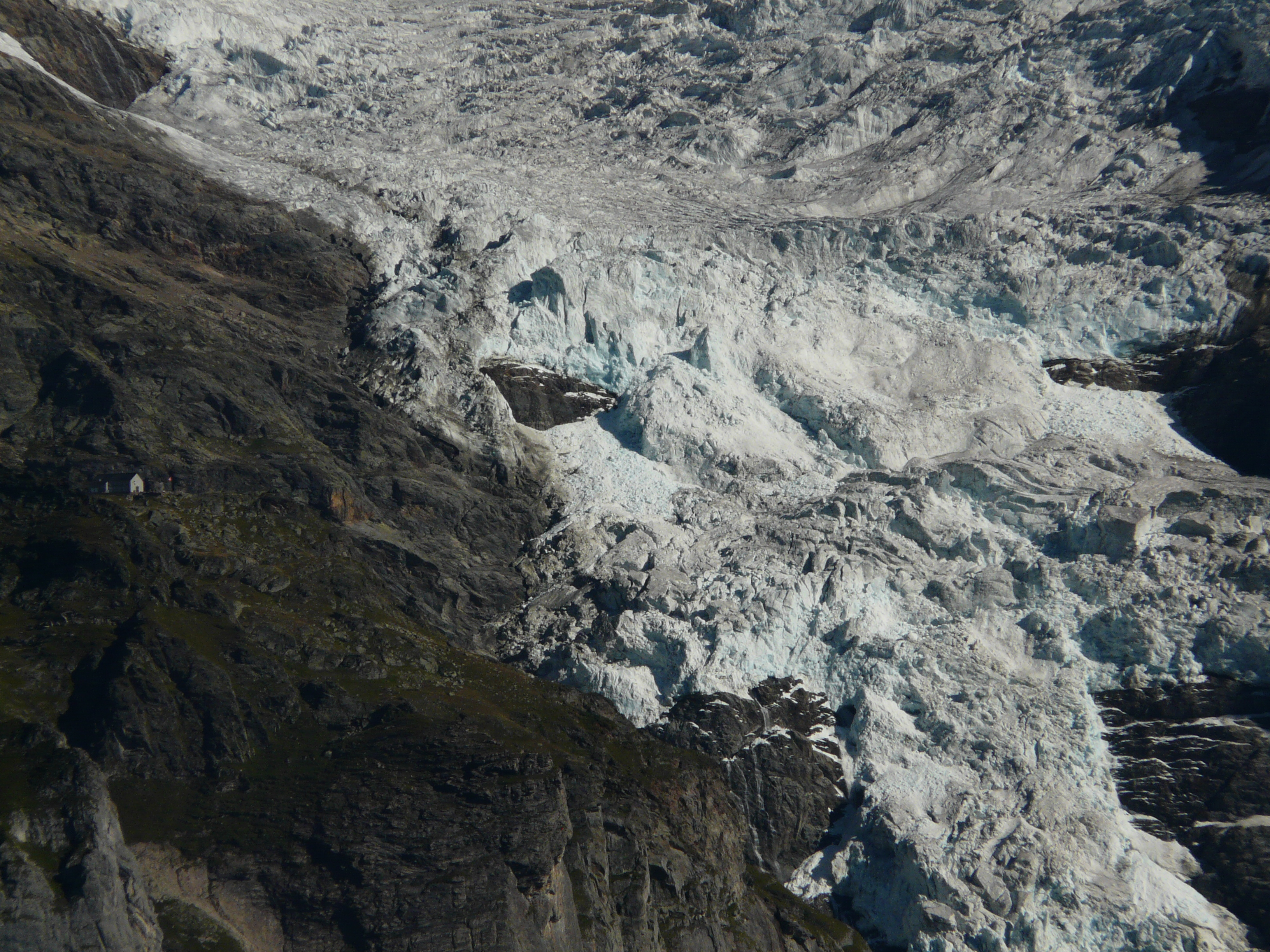
Glecksteinhütte, Oberer Grindelwaldgletscher (Blick vom Berggasthaus Waldspitze)

## Hüttenweg
Der Anstiegsweg zur Hütte führt von der Bushaltestelle Gleckstein über den Ischpfad und an der tiefen Schlucht des oberen Grindelwaldgletschers vorbei zur Glecksteinhütte. Dafür braucht man 2,5 Stunden. Der Weg hat die Schwierigkeit T3 der SAC-Wanderskala.

## Touren

### Wanderungen ab der Hütte
- Chrinnenhorn
- Beesi Bärgli

### Bergtouren
- Wetterhorn
- Rosenhorn
- Klein Schreckhorn
- Schreckhorn
- Mittelhorn

### Übergänge
- Übergang zur Schreckhornhütte über Gwächtenjoch[2]
- Übergang zur Lauteraarhütte über Lauteraarsattel

## Karten
- Landeskarte der Schweiz 1:25'000, Blatt 1229 Grindelwald
- Landeskarte der Schweiz 1:50'000, Blatt 254 Interlaken